# Max Jüngling
Max Jüngling (* 7. Mai 1903 in Lichtenfels, Oberfranken; † 14. Februar 1963 ebenda) war ein deutscher Jurist, CSU-Kommunalpolitiker, Landrat und Landtagsabgeordneter (MdL).

## Schule und Ausbildung
Jüngling besuchte die Volksschule, die Lateinschule und das Alte Gymnasium in Bamberg. Danach studierte er Rechts- und Staatswissenschaften in München, Berlin und Würzburg und war in dieser Zeit auch als Werkstudent tätig. Er war seit dem Studium Mitglied der katholischen Studentenverbindung KStV Walhalla Würzburg im KV. 1926 erhielt er das Referendarexamen, ein Jahr später promovierte er an der Universität Würzburg zum Dr. jur. utr.

## Werdegang
Nach dem Bestehen der Großen juristischen Staatsprüfung durfte er sich Anwaltsassessor nennen und arbeitete in der Folge als Rechtsanwalt in seiner Geburtsstadt. Am 15. Juni 1940 beantragte er die Aufnahme in die NSDAP und wurde zum 1. Juli desselben Jahres aufgenommen (Mitgliedsnummer 8.063.699). Im Jahr 1940 wurde er zur Wehrmacht einberufen, zum Ende des Zweiten Weltkrieges geriet er in französische Kriegsgefangenschaft.
1946 wurde Max Jüngling zum Landrat des Landkreises Lichtenfels gewählt. Von 1945 bis 1947 verwendete er sich wiederholt für den Verwaltungsangestellten im Landratsamt Lichtenfels, Wilhelm Aumer, der von der US-Militärregierung zunächst aus dem Dienst entlassen und später wieder zugelassen worden war, indem er in einem Spruchkammerverfahren zu dessen Gunsten als Zeuge aussagte und sich für ihn gegenüber dem Regierungspräsidium, dem Bayerischen Innen- und Finanzministerium einsetzte. In diesem Anliegen kooperierte er mit dem amtierenden Ersten Bürgermeister der Stadt Lichtenfels, Julian Wittmann (CSU).
Ab 1951 gehörte er dem Bayerischen Landtag an, in den er im Stimmkreis Staffelstein-Lichtenfels direkt gewählt wurde, bei der ersten Wahl als Nachfolger des verstorbenen Julian Wittmann. Beide Mandate übte er bis zu seinem Tode aus. Sein Nachfolger als Landrat war Helmut G. Walther, im Landtag rückte Alfons Kreußel für ihn nach.